# Zwart-witte franjeapen
De zwart-witte franjeapen (Colobus) vormen een geslacht van zoogdieren uit de familie van de Cercopithecidae (Apen van de Oude Wereld). Dit geslacht omvat vijf soorten.

## Taxonomie
- Geslacht: Colobus (Zwartwitte franjeapen)
  - Soort: Colobus angolensis – Zuidelijke franjeaap
  - Soort: Colobus guereza – Oostelijke franjeaap
  - Soort: Colobus polykomos – West-Afrikaanse franjeaap
  - Soort: Colobus satanas – Zwarte franjeaap
  -  Soort: Colobus vellerosus – Witbaardfranjeaap